# Chamyna rubiginea
Chamyna rubiginea là một loài bướm đêm trong họ Erebidae.